# برانيمير سوباشيتش
برانيمير سوباشيتش (بالصربية: Бранимир Субашић)‏، (بالأذرية: Branimir Subaşiç)‏؛ (7 أبريل 1982) هو لاعب كرة قدم أذربيجاني متقاعد ولد في صربيا، كان يلعب في مركز مهاجم، خلال مسيرته الاحترافية التي استمرت 18 عامًا، لعب لـ 15 ناديًا في 8 دول، معظمها في أذربيجان وصربيا وتركيا، ولعب مع منتخب أذربيجان لكرة القدم بين عامي 2007 و2013 حيث سجل 7 أهداف في 40 مباراة، مما جعله رابع أفضل لاعب يسجل في تاريخ المنتخب الوطني.

## الأهداف الدولية
النتائج والنتائج تسجل رصيد أهداف أذربيجان أولاً.
| #  | تاريخ          | مكان                                                | الخصم     | نتيجة | الحصيلة | منافسة                       |
| -- | -------------- | --------------------------------------------------- | --------- | ----- | ------- | ---------------------------- |
| 1. | 7 مارس 2007    | ملعب كازيموكان مونايتباسوف، شيمكنت، كازاخستان       | أوزبكستان | 1 –0  | 1–0     | ودي                          |
| 2. | 2 يونيو 2007   | ملعب توفيق بهراموف الجمهوري، باكو، أذربيجان         | بولندا    | 1 –0  | 1-3     | تصفيات بطولة أمم أوروبا 2008 |
| 3. | 22 أغسطس 2007  | ملعب بامير، دوشنبه، طاجيكستان                       | طاجيكستان | 2 - 3 | 2-3     | ودي                          |
| 4. | 12 سبتمبر 2007 | ملعب توفيق بهراموف الجمهوري، باكو، أذربيجان         | جورجيا    | 1 –0  | 1–1     | ودي                          |
| 5. | 4 يونيو 2008   | ملعب كومونال أندورا لا فيلا، أندورا لا فيلا، أندورا | أندورا    | 2 –0  | 2-1     | ودي                          |
| 6. | 19 نوفمبر 2008 | ملعب توفيق بهراموف الجمهوري، باكو، أذربيجان         | ألبانيا   | 1 –0  | 1–1     | ودي                          |
| 7. | 15 أغسطس 2012  | ملعب توفيق بهراموف الجمهوري، باكو، أذربيجان         | البحرين   | 1 –0  | 3–0     | ودي                          |

## الإحصائيات

### دولي
| منتخب أذربيجان | منتخب أذربيجان | منتخب أذربيجان |
| سنة            | الظهور         | الأهداف        |
| -------------- | -------------- | -------------- |
| 2007           | 13             | 4              |
| 2008           | 9              | 2              |
| 2009           | 4              | 0              |
| 2010           | 0              | 0              |
| 2011           | 4              | 0              |
| 2012           | 8              | 1              |
| 2013           | 2              | 0              |
| المجموع        | 40             | 7              |

المصدر:

## روابط خارجية
- برانيمير سوباشيتش على موقع الاتحاد الأوربي (الإنجليزية)
- برانيمير سوباشيتش على موقع اتحاد تركيا (لاعب) (الإنجليزية)
- برانيمير سوباشيتش على موقع اتحاد أوكرانيا (الإنجليزية)
- برانيمير سوباشيتش على موقع قاعدة بيانات كرة القدم.إي يو (الإنجليزية)
- برانيمير سوباشيتش على موقع ناشيونال فوتبول تيمز (الإنجليزية)
- برانيمير سوباشيتش على موقع Soccerway.com (الإنجليزية)
- برانيمير سوباشيتش على موقع عالم كرة القدم.نت (الإنجليزية)